# Прогнозна ділянка
Прогнозна ділянка (рос. прогнозный участок, англ. forecast (prognostic) area, perspective area; нім. höffiges Gebiet n) — у геології — ділянка земної кори, на якій в результаті проведених досліджень очікується виявлення родовищ або проявів корисних копалин.